# Station Lubniewice
Station Lubniewice was een spoorwegstation in de Poolse plaats Lubniewice. De spoorlijn was in gebruik vanaf 1912 en is in 1946 weer ontmanteld. Het stationsgebouw is inmiddels gesloopt.